# Bogø Kirke
Bogø Kirke ligger på Bogø. I kirkelig henseende er Bogø Sogn siden 1. august 1978 et sogn i Stege-Vordingborg Provsti (Roskilde Stift). Forud for provstiskiftet i 1978 havde Bogø Sogn i 175 år, fra 1803 til 1978, hørt til Lolland-Falsters Stift (herunder falsterske provstier med skiftende navne) og endnu før under Fyns Stift. Bogø Sogn er siden 2005 tilknyttet Fanefjord-Bogø Pastorat.
Farø indgår i Bogø Sogn, hvis folketal også omfatter indbyggerne på Farø. I 1754 blev gårdene på Farø overført fra Vordingborg Sogn til Bogø Sogn, men betalte fortsat præstetiende til sognepræsten i Vordingborg.
Ved kongeligt reskript af 25. januar 1805 bestemtes det, at Farøs præstetiende herefter skulle betales til Bogø Sognekald.
Kirken er en middelalderlig langhuskirke. Af langhuset er sydmurens midterparti i rå kampesten formentlig fra romansk tid, mens resten af bygningen har sengotisk præg. De øvrige dele af langhuset er opført i munkesten og kridtkvadre. Oprindeligt havde langhuset et fladt bjælkeloft. Omkring reformationstiden eller måske senere i 1500-tallet har langhuset, indbefattet dets østlige korafslutning, fået fire fag krydshvælv. Et våbenhus i syd og tårnet i vest med sydvendt trappehus er begge opført i munkesten i sengotisk tid.
De øverste ca. seks meter af kirketårnet er så sent som i 1868 tilbygget med små mursten, såkaldte Flensborgsten, bl.a. for at tårnet bedre kunne tjene som sømærke. Tårnet er 16,4 m højt.
På Middelaldercentret ved Nykøbing Falster har man i samarbejde med Moesgård Museum ved Aarhus støbt en kopi af kirkeklokken i Bogø Kirke. Klokken blev støbt i Indien og er siden ophængt i en klokkestabel ved siden af rekonstruktionen af Kippinge Kirke fra Nordfalster.
- Bogø kirke
- Kirkeskib
- Kirkeskib
- Våbenhuset set fra syd
- Prædikestolen
- Altertavlen
- Bogø Kirkes vindfløj.